# Akrafjall

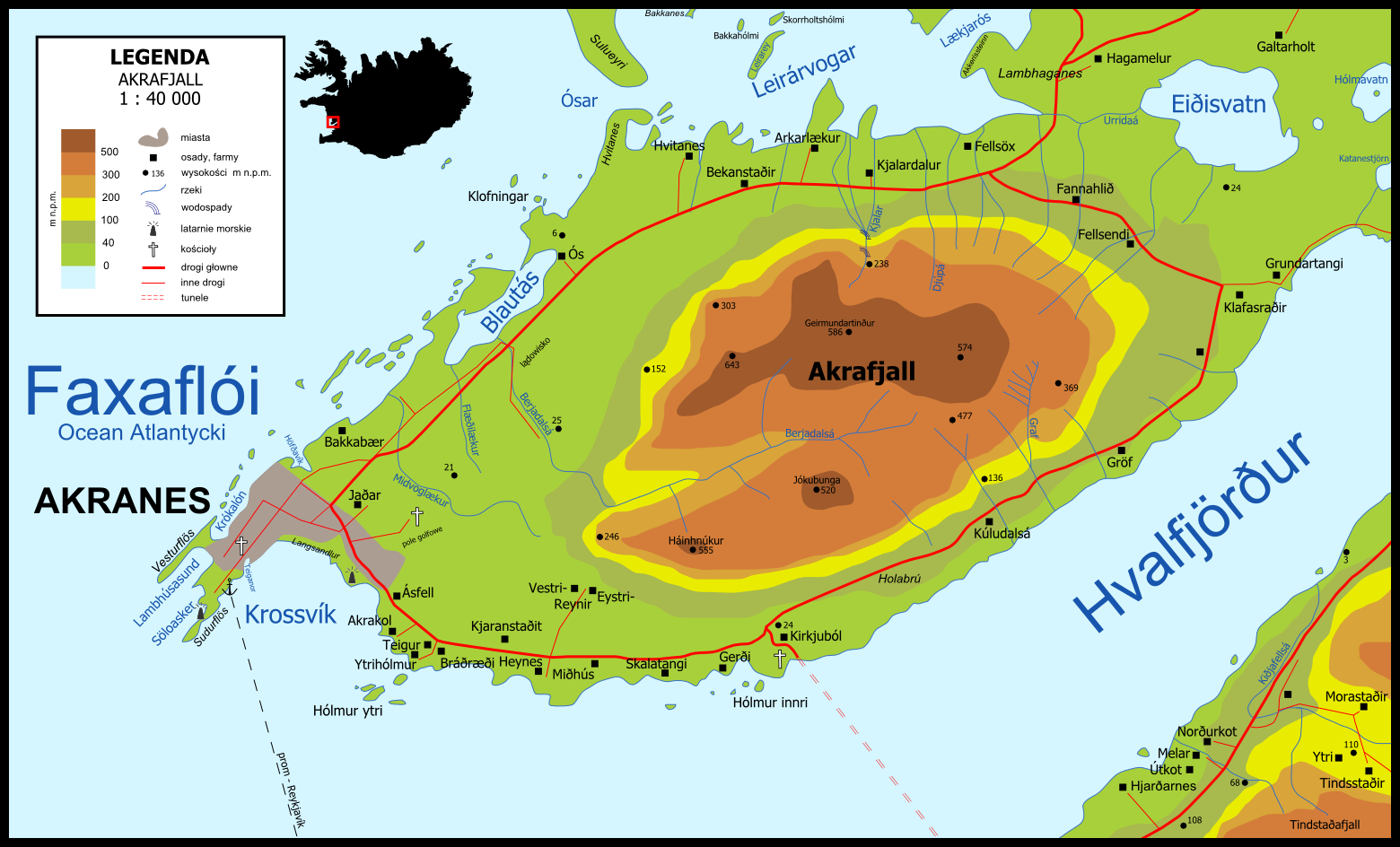
Karta över Akrafjall

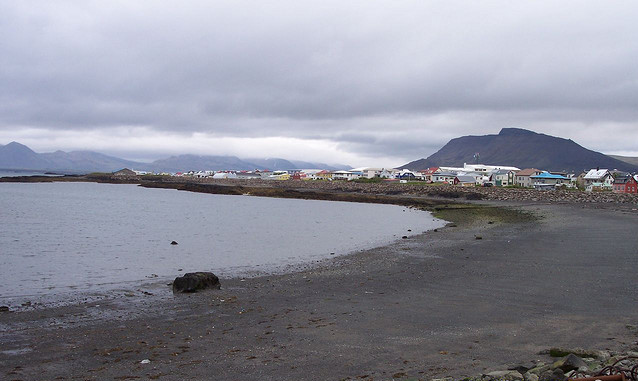
Bild med Akrafjall i bakgrunden.

Akrafjall är ett berg i republiken Island, öster om staden Akranes, vid fjorden Hvalfjörður. Akrafjall ligger cirka 8 km norr om huvudstaden Reykjavik. Bergets topp heter Geirmundartindur. Toppen ligger 643 meter över havet.
Närmaste större samhälle är Akranes, nära Akrafjall.